# Edwardsia longicornis
Edwardsia longicornis är en havsanemonart som beskrevs av Oscar Henrik Carlgren 1921. Edwardsia longicornis ingår i släktet Edwardsia och familjen Edwardsiidae. Arten är reproducerande i Sverige. Inga underarter finns listade i Catalogue of Life.